# Túpac Katari
Julián Apaza Nina, més conegut com a Túpac Katari, Túpaj Katari, o simplement Katari (Ayo Ayo, província de Sica Sica, Virregnat del Perú, 1750 – La Paz, Virregnat de la Plata, 15 de novembre de 1781) va ser un cabdill aimara, fill d'un miner que va morir com mitaier en les mines de Potosí.
És una figura històrica reivindicada pel moviment nacionalista aimara conegut com a katarismo, i se l'associa generalment amb la bandera wiphala.

## Biografia
El dia en què va nàixer, dos mallkus van baixar a Sullkawi, en Sica Sica, posant-se a les muntanyes properes. Es va dir que cadascun dels còndors representava les nacions aimara i quítxua. Quan sa mare, Marcela Nina, va mostrar el seu wawa a la Pachamama, son pare, Nicolás Apaza, va assenyalar a una enorme serp que alçava el cap. En veure que la serp saludava al nen, van interpretar que Julián seria important per als pobles aimara i quítxua.
Va quedar orfe en l'adolescència, treballant com ajudant de capellà, peó en una mina i forner. Va ser a Sica Sica, treballant de forner, quan coneixeria a Bartolina Sisa, en preguntar la identitat de la creadora d'un bell aguayo fet amb gran habilitat.
En 1772, ja casats, van tenir el primer dels seus quatre fills: tres xics i una xica. Més tard va ser comerciant minorista a La Paz, estudiant la forma de pensar dels indígenes, mestissos i cholos, observant especialment el seu descontentament creixent davant l'explotació colonial. Va ser recolzat en la seva lluita per la seua esposa, Bartolina Sisa i la seua germana menor Gregoria Apaza. Va adoptar el pseudònim de Túpac Katari en homenatge al cacic-Inca rebel Túpac Amaru II (1738-1781) que es va aixecar en Cuzco i Tomás Catari (1740-1781), cacic de Chayanta.
Va organitzar l'aixecament conegut com a Tormenta de Túpac Katari, on les nacions aimara i quítxua es van alçar contra el domini de l'Imperi espanyol i van encerclar la ciutat de La Paz. El 9 de novembre de 1781, després de fracassar el segon setge contra la ciutat, va ser capturat a Achacachi, sent condemnat a mort.